# 皇治
皇治（こうじ、1989年5月6日 - ）は、日本の男性総合格闘家。元キックボクサー。大阪府池田市出身。TEAM ONE 所属。元ISKA K-1ルール世界ライト級王者。元HEATキックルールライト級王者。  

## 来歴
空手は4歳から、父親を観て始めた日本拳法は中学時まで、それぞれ練習する。空手は魚本流の大会で全国1位、日本拳法は全国2位、それぞれの成績を納める。
サッカーはセレッソ大阪ジュニアチームに所属した。

### 新生K-1・HEAT
2017年2月19日、HEAT 39のISKA K-1ルール世界ライト級王座決定戦でモハメド・ブールと対戦し、判定勝ちで王座を獲得。

### RIZIN
2020年7月18日、RIZINの記者会見に出席し、RIZINと契約したことを発表。RIZIN参戦にあたり、1年残っていた新生K-1との契約を破棄するため練習拠点のシルバーウルフを離れ「都内で家が買えるくらい」の違約金を払い離脱した。K-1を離脱した理由は「ファンとの約束」や「選手寿命は短いからRIZINで盛り上がる試合をしたい。色んな選手と戦ってファンを盛り上げたり、K-1のファイトマネーよりもっとお金を稼がないといけない」などと話した。今後はRIZINで「総合格闘技への挑戦、目立つ選手との対戦、皆が“そことやるか？”というような面白いカードもやってRIZINを盛り上げたい」とした。
2020年9月27日、RIZIN初参戦となったRIZIN.24で那須川天心と対戦して圧倒され、0-3の判定負けを喫した。
2020年12月31日、RIZIN.26で元PRIDEライト級王者の五味隆典とRIZINスタンディングバウト特別ルールで対戦し、0-2の判定負け。
2021年6月27日、RIZIN.29の「BODYMAKER presents RIZIN KICK ワンナイトトーナメント」に出場し、1回戦で梅野源治と対戦するも1Rに皇治の偶発性のバッティングにより梅野が負傷し、僅か43秒でノーコンテスト。
同日、梅野の負傷により決勝に出場して白鳥大珠と対戦。1Rにダウンを奪われ、0-3（27-30 ×2、25-30）の判定負け。RIZIN初戦から4試合連続で勝てず、試合後に引退を示唆した。
2021年11月20日、RIZIN.32で祖根寿麻と対戦し、一進一退の互角の攻防となるも3Rにダウンを奪い、3-0の判定勝ち。RIZIN初勝利となった。
2021年12月31日、RIZIN.33でYA-MANと対戦し、ほぼ互角の展開だったが0-2の判定負けとなった。
2022年3月20日、RIZIN.34で元ラジャダムナン・スタジアム認定ライト級王者の梅野源治と再戦し、2-0の判定勝ち。
2022年9月25日、超RIZINでフロイド・メイウェザー・ジュニアのボディーガード、ジジとボクシングルールのエキシビジョンマッチで対戦し、3R TKO勝利した。この対戦は、長年メイウェザーの友人でボディーガードを務め、ハワイの会見で朝倉未来を突き飛ばしたジジが、RIZIN.24でメイウェザーの面を被り那須川を挑発など皇治の挑発行為に怒り、急遽対戦が決定した。
2022年11月13日（日本時間14日）、ドバイで開催されたボクシングイベント『GLOBAL TITANS』に、メイウェザーの指名とRIZINのオファーよりRIZIN代表として出場。メイウェザー率いるTMTのボクサーのジャハン・イングラムと65キログラム契約のボクシングルールのエキシビジョンマッチで対戦し、規定により3R 引き分け。
2023年4月1日、RIZIN.41でK-1時代から因縁があった芦澤竜誠と対戦し、1-2の判定負け。
2023年6月2日、芦澤戦後に引退を表明したが、引退を撤回して数年前から考えていた総合格闘技へ挑戦と転向を表明した。

#### 総合格闘技
2023年12月31日、RIZIN.45で総合格闘技デビュー戦を行い、三浦孝太と対戦。肘打ちでダウンを奪い、パウンドで追撃後にサッカーボールキックを放ち2R TKO勝利。
2024年7月28日、超RIZIN.3で芦澤竜誠と総合格闘技ルールで再戦し、一進一退の攻防となるも0-3の判定負けを喫し、リベンジとはならなかった。

## 人物
人物・エピソード
- RIZINでのファイトマネーは、（スポンサー収入・チケット売上・各種ボーナス・賞金・副賞などを除いた）純粋なファイトマネーのみで年間1億円を超えている[27]。また、2023年にテレビ東京の番組出演時には司会にRIZINでの稼ぎを聞かれ、「2022年は（超RIZNでのエキシビションマッチなども含めて5試合を行い、）ファイトマネーのみで数億円を受け取った」と話している[28]。

- 2024年12月下旬の午前3時半ごろ、東京・世田谷区で自身が運転していた自動車を運転中に街路樹などにぶつかり、車が大破する事故を起こしたものの、その場から立ち去った疑いが報じられ、2025年3月31日に書類送検された[29]。事故に対し所属しているTEAN ONEは立ち去ったことは事実であると公表した[29]。

皇治が事務所近くの道路において運転中、単独での物損事故が発生した際車両は自走不能となり、その後本人はすぐに複数のスタッフに連絡を試みたが連絡がつかない状況が続き、また保険会社の連絡先もその場で把握できなかったため、本人は保険会社の連絡先が事務所にある可能性を考え、車両を現場に残して事務所へ移動したと説明。また、その後警察から本人に連絡があり、出頭要請に応じて速やかに対応したこと、飲酒検査・薬物検査を含む必要なすべての手続きに協力し、いずれの検査においても問題は確認されなかったこと、その後も警察および関係機関の指導のもと、誠実に対応を継続していること、今回の事故により第三者への人的被害は一切発生しておらず、今後も皆様にご心配をおかけすることのないよう、関係各所と連携のうえ、慎重に対応を行っていく、と説明した。また皇治自身もSNSや公式YouTubeチャンネルにて謝罪した。
2025年6月18日、TEAM ONEが声明を発表し、警察および関係機関による調査・手続きがすべて完了し、「安全運転義務違反」として正式に処分が終了したことを報告申した。
人物・密着動画・公式出演番組
- RIZIN公式YouTube ch、皇治の密着動画『Preparation』（2021年）[映像 2]
- RIZIN公式YouTube ch、皇治の生い立ち・人物像深掘りトーク番組『RIZIN TALK』（2020年）[映像 3]
- RIZIN公式YouTube ch、皇治✕シビサイ頌真✕川村那月 トーク番組『BAR 那月』[映像 4]
- RIZIN公式YouTube ch、RIZIN.40 『皇治 vs. 芦澤竜誠』 正式決定シーン（2022年）[映像 5]
- RIZIN公式YouTube ch、RIZIN.41 『皇治 vs. 芦澤竜誠』 船上記者会見（2023年）[映像 6]
- RIZIN公式YouTube ch、RIZIN.41 『皇治の街ブラPRツアー in 大阪』（2023年）[映像 7]
- RIZIN公式YouTube ch、超RIZIN.1 - 皇治 vs. ジジ 会見（2022年）[映像 8]
- RIZIN公式YouTube ch、RIZIN✕Global Titans - 皇治 vs.ジャハン・イングラム 会見（2022年）[映像 9]
- RIZIN公式YouTube ch、街頭調査バラエティ『RIZIN VERSUS』ゲスト：皇治・三浦孝太（2023年）[映像 10]
- RIZIN公式YouTube ch、榊󠄀原社長に凸られました 第2回 ゲスト：皇治・青木真也（2024年）[映像 11]

## 戦績

### プロ総合格闘技
| 総合格闘技 戦績 | 総合格闘技 戦績 | 総合格闘技 戦績 | 総合格闘技 戦績 | 総合格闘技 戦績 | 総合格闘技 戦績 | 総合格闘技 戦績 |
| --------------- | --------------- | --------------- | --------------- | --------------- | --------------- | --------------- |
| 2 試合          | (T)KO           | 一本            | 判定            | その他          | 引き分け        | 無効試合        |
| 1 勝            | 1               | 0               | 0               | 0               | 0               | 0               |
| 1 敗            | 0               | 0               | 1               | 0               | 0               | 0               |

| 勝敗 | 対戦相手 | 試合結果                            | 大会名    | 開催年月日     |
| ×    | 芦澤竜誠 | 5分3R終了 判定0-3                   | 超RIZIN.3 | 2024年7月28日  |
| ○    | 三浦孝太 | 2R 0:59 TKO（サッカーボールキック） | RIZIN.45  | 2023年12月31日 |

### プロキックボクシング
| キックボクシング 戦績 | キックボクシング 戦績 | キックボクシング 戦績 | キックボクシング 戦績 | キックボクシング 戦績 | キックボクシング 戦績 | キックボクシング 戦績 |
| --------------------- | --------------------- | --------------------- | --------------------- | --------------------- | --------------------- | --------------------- |
| 52 試合               | (T)KO                 | 判定                  | その他                | 引き分け              | 無効試合              |                       |
| 31 勝                 | 10                    | 21                    | 0                     | 2                     | 1                     |                       |
| 18 敗                 | 1                     | 17                    | 0                     | 2                     | 1                     |                       |

| 勝敗 | 対戦相手                         | 試合結果                                       | 大会名 | 開催年月日     |
| ×    | 芦澤竜誠                         | 3R終了 判定1-2                                 | RIZIN.41 | 2023年4月1日   |
| ○    | ダウサコン･モータッサナイ        | 3R終了 判定2-1                                 | HEAT 50 | 2022年5月7日   |
| ○    | 梅野源治                         | 3R終了 判定2-0                                 | RIZIN.34 | 2022年3月20日  |
| ×    | YA-MAN                           | 3R終了 判定0-2                                 | RIZIN.33 | 2021年12月31日 |
| ○    | 祖根寿麻                         | 3R終了 判定3-0                                 | RIZIN.32 | 2021年11月20日 |
| ×    | 白鳥大珠                         | 3R終了 判定0-3                                 | RIZIN.29 【RIZINキックワンナイトトーナメント 決勝】                                                                   | 2021年6月27日  |
| －   | 梅野源治                         | 1R 0:43 ノーコンテスト（偶発性のバッティング） | RIZIN.29 【RIZINキックワンナイトトーナメント 1回戦】                                                                  | 2021年6月27日  |
| ×    | 那須川天心                       | 3R終了 判定0-3                                 | RIZIN.24 | 2020年9月27日  |
| ○    | 川原誠也                         | 2R 2分59秒 KO（パンチ連打）                    | K-1 WORLD GP 2019 JAPAN ～よこはまつり～                                                                              | 2019年11月24日 |
| ○    | 大岩龍矢                         | 3R+延長1R終了 判定2-1                          | K-1 WORLD GP 2019 JAPAN～日本vs世界・5対5＆スペシャル・スーパーファイトin大阪～                                       | 2019年8月24日  |
| ○    | ヤン・サイコ                     | 3R終了 判定3-0                                 | K-1 WORLD GP 2019 JAPAN ～K'FESTA.2～                                                                                 | 2019年3月10日  |
| ×    | 武尊                             | 3R終了 判定0-3                                 | K-1 WORLD GP 2018 JAPAN ～K-1ライト級世界最強決定トーナメント～ 【K-1 WORLD GPスーパー・フェザー級タイトルマッチ】    | 2018年12月8日  |
| ○    | スタウロス・エグザコスティディス | 3R+延長1R終了 判定3-0                          | K-1 WORLD GP 2018 JAPAN ～K-1 WORLD GP 初代クルーザー級王座決定トーナメント～                                         | 2018年9月24日  |
| ×    | 小宮山工介                       | 3R終了 判定0-3                                 | K-1 WORLD GP 2018 JAPAN ～K'FESTA.1～ 【K-1 WORLD GP 第4代スーパー・フェザー級王座決定トーナメント準決勝】            | 2018年3月21日  |
| ○    | 卜部弘嵩                         | 3R+延長1R終了 判定3-0                          | K-1 WORLD GP 2018 JAPAN ～K'FESTA.1～ 【K-1 WORLD GP 第4代スーパー・フェザー級王座決定トーナメント1回戦】             | 2018年3月21日  |
| ○    | 島野浩太朗                       | 3R終了 判定3-0                                 | K-1 WORLD GP 2017 JAPAN ～初代ウェルター級王座決定トーナメント～                                                      | 2017年9月18日  |
| ×    | 大雅                             | 3R終了 判定0-3                                 | K-1 WORLD GP 2017 JAPAN 〜第2代スーパー・ウェルター級王座決定トーナメント〜                                           | 2017年6月18日  |
| ○    | モハメド・ブールフ               | 5R終了 判定3-0                                 | HEAT 39 【ISKA K-1ルール世界ライト級王座決定戦】                                                                      | 2017年2月19日  |
| ○    | 闘士                             | 3R終了 判定3-0                                 | K-1 WORLD GP 2016 IN JAPAN ～スーパー・フェザー級世界最強決定トーナメント～                                           | 2016年9月19日  |
| ×    | 卜部功也                         | 3R終了 判定0-3                                 | K-1 WORLD GP 2016 IN JAPAN ～-60kg日本代表決定トーナメント～ 【K-1 WORLD GP 2016 -60kg日本代表決定トーナメント1回戦】 | 2016年4月24日  |
| ○    | 剣闘士“俊”                       | 2R 1分26秒 KO（左ハイキック）                  | Krush.63 | 2016年2月5日   |
| ○    | チョ・ソンヒョン                 | 3R 2分30秒 TKO（3ダウン）                      | HEAT 36 【HEATキックルールライト級タイトルマッチ】                                                                    | 2015年11月29日 |
| ×    | 悠矢                             | 5R終了 判定0-3                                 | NJKF 2015 6th 【WBCムエタイ日本統一スーパーフェザー級王座決定戦】                                                     | 2015年9月27日  |
| ×    | 不可思                           | 3R終了 判定0-2                                 | ビッグバン・統一への道 其の21 【BigBangライト級タイトルマッチ】                                                       | 2015年6月7日   |
| ○    | キム・ジンヒョク                 | 5R終了 判定2-0                                 | HEAT 34 【HEATキックルールライト級タイトルマッチ】                                                                    | 2014年12月21日 |
| ×    | SHIGERU                          | 3R終了 判定0-3                                 | RISE cooperation REBELS.28                                                                                            | 2014年7月25日  |
| ○    | グゥオ・チェン                   | 2R 2分56秒 KO（左ボディ）                      | HEAT 30 | 2014年2月23日  |
| ○    | 悠矢                             | 3R終了+延長1R 判定3-0                          | HEAT 29 【HEATキックルール初代ライト級王座決定1dayトーナメント決勝戦】                                                | 2013年12月15日 |
| ○    | 晃希                             | 3R終了+延長1R 1分55秒 TKO(左フック)            | HEAT 29 【HEATキックルール初代ライト級王座決定1dayトーナメント準決勝】                                                | 2013年12月15日 |
| ○    | ジャン・ヨンホ                   | 2R 1分28秒 TKO（左ボディ）                     | SFK～7th anniversary～ ×REBELS -SPIRIT FIRE KOBE-                                                                     | 2013年10月13日 |
| ×    | 町田光                           | 3R終了 判定0-2                                 | REBELS.18 【REBELS 60kg級王座決定トーナメント準決勝戦】                                                               | 2013年7月21日  |
| ○    | TASUKU                           | 3R終了 判定3-0                                 | Road to GLORY JAPAN                                                                                                   | 2013年3月10日  |
| ×    | 神戸翔太                         | 3R終了 判定0-2                                 | Krush.26 【Krush -58kg級初代王座決定トーナメント1回戦】                                                               | 2013年1月26日  |
| ×    | 中向永昌                         | 3R終了 判定0-2                                 | J-NETWORK J-NEXUS 2012 ～蹴っていいトモ！～                                                                           | 2012年12月9日  |
| ×    | 前口太尊                         | 3R終了+延長1R 判定1-2                          | J-KICK 2012～NEXT J-GENERATION～4th                                                                                   | 2012年8月26日  |
| ○    | 中嶋剛志                         | 3R終了 判定3-0                                 | Krush-EX 2012 vol.4                                                                                                   | 2012年07月14日 |
| ○    | 蓮見龍馬                         | 3R終了 判定3-0                                 | TRIBELATE vol.36～Title Match Festival～ 【TRIBELATEキックスーパーフェザー級王座決定戦】                              | 2012年4月28日  |
| ○    | 篠原基宏                         | 2R 1分33秒 KO                                  | J-NETWORK J-FIGHT in SHINJUKU ～vol.25                                                                                | 2012年4月1日   |
| ○    | 玲央                             | 1R 1分49秒 TKO                                 | J-NETWORK J-F-X ～TIME to CHANGE the KICK by J-SPIRIT EX.～                                                           | 2011年11月27日 |
| ×    | 北薗翔大                         | 3R KO                                          | KING OF STRIKERS Round 6                                                                                              | 2011年10月10日 |
| ○    | 太田光輝                         | 2R 2分35秒 KO                                  | DEMOLITION 2DAYS ～day 2nd Kick Boxing～ – HIGH SPEED –                                                               | 2011年7月18日  |
| ○    | 西村昌平                         | 2R 2分05秒 KO                                  | DEEP☆KICK 5 | 2010年12月12日 |
| ○    | 辻出優翔                         | 3R終了 判定3-0                                 | DEEP☆KICK 4 | 2010年8月8日   |
| ×    | 謙・センチャイジム               | 3R終了 判定0-2                                 | NJKF BANZAI ATTACK I 熱風 零伍                                                                                        | 2010年6月13日  |
| ×    | 京谷祐希                         | 3R終了 判定0-3                                 | DEEP☆KICK 3 | 2010年4月4日   |
| ○    | 南一治                           | 3R終了 判定2-1                                 | DEEP KICK 2 | 2009年12月23日 |
| ○    | 藤田鷹司                         | 3R終了 判定3-0                                 | NAGOYA KICK～BoogieFight09 VACANCY～                                                                                  | 2009年10月11日 |
| ○    | 階健志                           | 3R終了 判定3-0                                 | DEEP KICK | 2009年7月5日   |
| △    | 加藤大貴                         | 3R終了 判定0-0                                 | NAGOYA KICK～BoogieFight08 Sandcastle～                                                                               | 2009年5月10日  |
| △    | 杉山明隆                         | 3R終了 判定1-0                                 | NAGOYAKICK～BoogieFight07 Black Sunday～                                                                              | 2009年3月8日   |
| ○    | 藤田                             | KO                                             | S-1 |                |

### エキシビション（ボクシング）
| 戦           | 日付           | 勝敗 | 時間    | 内容     | 対戦相手                   | 国籍           | 備考                    |
| ------------ | -------------- | ---- | ------- | -------- | -------------------------- | -------------- | ----------------------- |
| 1            | 2020年12月31日 | ★    | 3R      | 判定0-2  | 五味隆典                   | 日本           | RIZIN.26                |
| 2            | 2022年8月14日  | △    | 3R      | 判定なし | ヒロキング(福重浩輝)       | 日本           | 3150FIGHT vol.3         |
| 3            | 2022年9月25日  | ☆    | 3R 0:50 | TKO      | ジジ                       | アメリカ合衆国 | 超RIZIN                 |
| 4            | 2022年11月13日 | △    | 3R      | 判定なし | ジャハン・イングラム       | アメリカ合衆国 | GLOBAL TITANS           |
| 5            | 2024年10月19日 | △    | 3R      | 判定なし | ブアカーオ・バンチャメーク | タイ           | JAPAN MARTIAL ARTS EXPO |
| 6            | 2025年5月4日   | △    | 3R      | 判定なし | シナ・カリミアン           | イラン         | RIZIN男祭り             |
| テンプレート |                |      |         |          |                            |                |                         |

## 獲得タイトル
- 空手 魚本流 全国1位
- 日本拳法 全国2位（中学生時）
- 初代TRIBELATEスーパーフェザー級王座（2012年4月）
- 初代HEATキックルールライト級王座（2013年12月15日）
- ISKA K-1ルール世界ライト級王座（2017年2月19日）[33]

## 入場曲
- 「スーパースター」- 強
- 「ダークヒーロー」- 強[34]
- 「Big shit poppin‘」- T.I.

## 出演歴

### 地上波テレビ
- オールナイトフジコ（2023年8月12日、フジテレビ）

### ウェブテレビ
- 格闘代理戦争 4thシーズン（2019年4月6日、AbemaTV）

### TVCM
- BODYMAKER アパ―ニットスニーカー篇 （2019年7月1日 - ）
- BODYMAKER ブランド篇 （2019年7月1日 - ）
- BODYMAKER GYM篇 （2020年4月24日 - ）
- BODYMAKER アパ―ニットエアクッション篇 （2020年6月22日 - ）

## イメージキャラクター
- BODYMAKER メインキャラクター（2019年4月1日 - ）

### 試合映像
1. ↑  『【試合映像】那須川天心 vs. 皇治 / Tenshin Nasukawa vs. Kouzi - RIZIN.24』RIZIN公式YouTubeチャンネル、2020年。
2. ↑  『【試合映像】五味隆典 vs. 皇治 / Takanori Gomi vs. Kouzi - RIZIN.26』RIZIN公式YouTubeチャンネル、2020年。
3. ↑  『【試合映像】皇治 vs. 梅野源治 / Kouzi vs. Genji Umeno - RIZIN.29』RIZIN公式YouTubeチャンネル、2021年。
4. ↑  『【試合映像】皇治 vs. 白鳥大珠 / Kouzi vs. Taiju Shiratori - RIZIN.29』RIZIN公式YouTubeチャンネル、2021年。
5. ↑  『【試合映像】皇治 vs. 祖根寿麻 / kouzi vs. Kazuma Sone - RIZIN.32』RIZIN公式YouTubeチャンネル、2021年。
6. ↑  『【試合映像】皇治 vs. YA-MAN / Kouzi vs. YA-MAN - RIZIN.33』RIZIN公式YouTubeチャンネル、2021年。
7. ↑  『【試合映像】皇治 vs. 梅野源治 2 / Kouzi vs. Genji Umeno 2 - RIZIN.34』RIZIN公式YouTubeチャンネル、2022年。
8. ↑  『【試合映像】皇治 vs. ジジ / Kouzi vs. Jizzy - 超RIZIN』RIZIN公式YouTubeチャンネル、2022年。
9. ↑  『【試合映像】【※RIZIN公式サブスク加入者のみ視聴可】皇治 vs. ジャハン・イングラム』RIZIN 100 CLUB、2023年。
10. ↑  『【試合映像】皇治 vs. 芦澤竜誠 / Kouzi vs. Ryusei Ashizawa - RIZIN.41』RIZIN公式YouTubeチャンネル、2023年。
11. ↑  『【会場リングサイド目線で見る『皇治 vs. 芦澤竜誠』公式試合映像【Special Ring Side】 RIZIN.41』RIZIN公式YouTubeチャンネル、2023年。
12. ↑  『【試合映像】三浦孝太 vs. 皇治 / Kota Miura vs. Kouzi - RIZIN.45』RIZIN公式YouTubeチャンネル、2023年。
13. ↑  『【Special Ring Side】会場リングサイド目線で見る「皇治 vs. 三浦孝太」 RIZIN.45 （公式会場映像）』RIZIN公式YouTubeチャンネル、2023年。
14. ↑  『【試合映像】芦澤竜誠 vs. 皇治 / Ryusei Ashizawa vs. Kouzi - 超RIZIN.3』RIZIN公式YouTubeチャンネル、2024年。

### 補足映像
1. ↑  『【番組】RIZIN CONFESSIONS #63（※試合映像＆皇治と五味隆典による試合振り返りドキュメンタリー番組）』RIZIN公式YouTubeチャンネル、2020年。
2. ↑  『【番組】RIZIN CONFESSIONS #90（※試合映像＆皇治とYA-MANによる試合振り返りドキュメンタリー番組）』RIZIN公式YouTubeチャンネル、2021年。
3. ↑  『【番組】RIZIN CONFESSIONS #105（※試合映像＆皇治とジジによる試合振り返りドキュメンタリー番組）』RIZIN公式YouTubeチャンネル、2022年。
4. ↑  『【番組】RIZIN CONFESSIONS #119（※試合映像＆皇治と芦澤竜誠による試合振り返りドキュメンタリー番組）』RIZIN公式YouTubeチャンネル、2023年。
5. ↑  『【番組】RIZIN CONFESSIONS #142（※番組内で試合映像。皇治と三浦孝太による試合振り返りドキュメンタリー番組）』RIZIN公式YouTubeチャンネル、2023年。
6. ↑  『【番組】RIZIN CONFESSIONS #158（※番組内で試合映像＆皇治と芦澤竜誠による試合振り返りドキュメンタリー番組）』RIZIN公式YouTubeチャンネル、2024年。

### 映像
1. ↑  『RIZIN.22 / RIZIN.23 追加対戦カード発表・皇治 電撃参戦 記者会見 2020.07.18（※皇治の参戦発表会見は、57分25秒～）』2020年。
2. ↑  『【密着】Preparation | 皇治 / Kouzi - RIZIN.32 ~ presented by ヒカリレンタ ~』RIZIN公式YouTubeチャンネル、2021年。
3. ↑  『【爆弾発言連発で制御不能！】RIZIN TALK 初回ゲスト：皇治！今まで触れられなかったあの事も聞きました！』RIZIN公式YouTubeチャンネル、2020年。
4. ↑  『【BAR那月】奇跡の化学反応！皇治×シビサイのぶっ込み夜話』RIZIN公式YouTubeチャンネル、2022年。
5. ↑  『【芦澤 RIZIN.40入場】ナマズ音頭 | 皇治 vs. 芦澤竜誠【大晦日煽り合い】』RIZIN公式YouTubeチャンネル、2022年。
6. ↑  『RIZIN.41「皇治 vs. 芦澤竜誠」船上記者会見 - 2023/03/11』RIZIN公式YouTubeチャンネル、2023年。
7. ↑  『【RIZIN.41】突撃！皇治の街ブラPRツアー in 大阪 / presented by アサラック』RIZIN公式YouTubeチャンネル、2023年。
8. ↑  『The Battle Cats presents 超RIZIN / 追加対戦カード発表記者会見 2022/09/14』RIZIN公式YouTubeチャンネル、2022年。
9. ↑  『【会見】皇治 vs.ジャハン・イングラム - Global Titans【日本時間14日(月)01:00~ PPV配信】』RIZIN公式YouTubeチャンネル、2022年。
10. ↑  『【RIZIN VERSUS】三浦孝太 vs. 皇治 街頭調査アンケート』RIZIN公式YouTubeチャンネル、2023年。
11. ↑  『【番組】榊󠄀原社長に凸られました 第2回 ゲスト：皇治×青木真也』RIZIN公式YouTubeチャンネル、2024年。